# Friedrich Spitta
Friedrich Adolf Wilhelm Spitta (Wittingen, Alemania, 11 de enero de 1852-Gotinga, República de Weimar, 7 de junio de 1924) fue un teólogo protestante alemán.

## Biografía
Nació en Wittingen, Baja Sajonia. Era hijo del compositor de himnos Karl Johann Philipp Spitta y hermano de Philipp Spitta, historiador de la música y musicólogo conocido por su biografía de Johann Sebastian Bach. Friedrich estudió en las universidades de Gotinga y Erlangen, donde fue alumno de Johann Christian Konrad von Hofmann. Con el tiempo, se convirtió en profesor ordinario y universitario en la iglesia de Saint-Thomas de Estrasburgo. En 1901 fue designado rector. En 1919, comenzó a ejercer de profesor en la Universidad de Gotinga.
Le interesaba la música sacra y el resurgimiento de la liturgia en el protestantismo alemán. La mayor parte de sus libros se centran en los apóstoles y en el cristianismo primitivo. En 1896, ejerció, junto a Julius Smend, de editor de Monatschrift für Gottesdienst und kirchliche Kunst.

## Obras
Su principal obra es Die Apostelgeschichte, ihre Quellen and deren geschichtlicher Wert, publicada en 1891, que trata los Hechos de los Apóstoles. El resto de sus obras incluyen:
- Der Knabe Jesus, eine biblische Geschichte and ihre apokryphischen Entstellungen (1883)
- Die Offenbarung des Johannes (1889)
- Zur Reform des evang. Kultus (1891)
- Zur Geschichte und Litteratur des Urchristentums (tres volúmenes, 1893-1901)
- Die synoptische Grundschrift in ihrer Überlieferung durch das Lukasevangelium. (1912)
- Ein Lebensbild Jesu aus den drei ersten Evangelien: Deutsche Ubersetzung der synoptischen Grundschrift in ihrer Uberlieferung durch das Lukasevangelium (1912)